# Jacques Tahureau
Jacques Tahureau (* 1527 in Le Mans; † 1555 in Paris) war ein französischer Dichter.

## Leben und Werk
Jacques Tahureau veröffentlichte mit 27 Jahren Dichtung von Rang, starb kurz danach und hinterließ unter dem Titel Dialogues ein originelles Werk, das nach seinem postumen Erscheinen (1565) zahlreiche Auflagen erlebte. Tahurauts Haltung war satirisch und anti-höfisch, seine Vorbilder waren Lukian von Samosata, Erasmus von Rotterdam und Rabelais. Kritische Ausgaben seiner Werke liegen vor.

## Werke (kritische Ausgaben)
- Les dialogues. Non moins profitables que facetieux. Hrsg. Max Gauna. Droz, Genf 1981.
- Poésies complètes. Hrsg. Trevor Peach. Droz, Genf 1984.